# گل شرارت (فیلم)
گل شرارت (ایتالیایی: Fior di male) یک فیلم به کارگردانی کارمینه گالونه است که در سال ۱۹۱۵ منتشر شده است.